# Onthophagus hecate
Onthophagus hecate es una especie de escarabajo pelotero del género Onthophagus, familia Scarabaeidae, orden Coleoptera.
 Fue descritaen 1794 por Panzer.
Mide 6 a 9 mm. Es negro con brillo bronceado. Los machos mayores tienen un largo cuerno en el pronoto. Se alimenta de estiércol, fruta podrida y carroña. Se encuentra al este de los Estados Unidos, hasta las montañas Rocosas.

## Subespecies
- Onthophagus hecate blatchleyi Brown, 1929
- Onthophagus hecate hecate (Panzer, 1794)